# Marius Trésor
Marius Trésor (født 15. januar 1950 på Guadeloupe) er en tidligere fransk fodboldspiller, der spillede som forsvarsspiller hos AC Ajaccio, Olympique Marseille og Girondins Bordeaux. Han var desuden i over et årti en vigtig brik på det franske landshold.
Med Olympique Marseille vandt Trésor i 1978 pokalturneringen Coupe de France, og i 1984 blev han fransk mester med Girondins Bordeaux. Han blev i 2004 udvaglt til FIFA 100, en kåring af de 125 bedste nulevende fodboldspillere gennem historien. 

## Landshold
Trésor nåede gennem sin karriere at spille 65 kampe og score fire mål for Frankrigs landshold, som han repræsenterede mellem 1971 og 1983. Han var blandt andet en del af den franske trup til VM i 1978, samt til VM i 1982, hvor franskmændene nåede semifinalen.
Trésor var den første sorte spiller på det franske landshold.

## Titler
Ligue 1
- 1984 med Girondins Bordeaux

La Liga
- 1978 med Olympique Marseille